# Araiochelys hirayamai
Araiochelys hirayamai — викопний вид бокошийних черепах родини Bothremydidae. Вид мешкав у палеоцені, 66—61,7 млн років тому. Скам'янілі рештки виду знайдені у Марокко.